# 北美產險精算學會
北美产险精算学会（Casualty Actuarial Society, CAS）是精算师的专业协会，其目标是发展适用于財產險，意外險以及风险管理精算学的知識領域。" 其成员主要是保险精算专业里面，负责财产险和意外险的专业人员。[3].
北美产险精算学会包含两个級別的会员，分别是准会员(Associate, ACAS)与正式会员(Fellow, FCAS)，要成为其会员必须通过系列综合考试，考试内容包括统计学、数学、金融学、经济学、保险学、全面风险管理和精算的相关知识。学会还有另一类型的会员(Affiliate)，如许多供职于财险公司,获得其他精算协会认证的精算师，虽然其不持有CAS准会员与正会员的资格，但仍视其为学会的一份子。

## 历史 History
协会是于1914年正式成立。原本命名Casualty Actuarial and Statistical Society（产险精算与统计学会），1922年更改為现名。学会第一任总裁是Mr. I.M. Rubinow.，也是学会成立的核心人物。第一批的創始會員总数为97人。
北美产险精算学会最初主要关注工伤保险(workers compensation)相关的问题，此類保險是于20世纪初期引入美国。后来学会成员擴展至涵蓋一切财产保险相关的工作，保障范围包含汽车、房屋和商业。发展至今，学会已有超过7000名会员，虽然大部分都在美国生活和工作，但其会员遍布全球，超过25个国家均有协会会员。
北美产险学会会员主要供职于保险公司、再保险公司、保险经纪公司、教育机构、评级机构、国家保险部门、联邦政府、独立咨询公司和非传统类的行业。学会具有许多区域性的分会，包括部分特殊利益地区。截止到2016年10月31日，学会共有4907名正会员，2433名准会员以及18家分会。

## 考试
北美产险精算学会要求考生通过一系列严格的，包含了所有关于产险精算领域的考试，才能成为学会会员。要成为准会员，必须通过头八门考试，专业操守课程，学分认证，以及两个网上课程；要成为正式会员，必须通过另外三门考试。要通过完成整个考试制度需要颇长时间。鉴于部分考试每年只举办一到两次，以及难度比较高的课程大纲，和偏低的及格率，一般考生需要六年到十年的时间才能成为正式会员。
有部分初级考试是由北美精算师学会负责举办。只要考生及格通过，可以向北美产险精算学会申请考试课程的相互认可。
以下是学分认证 VEE 以及十一门CAS考试的要求：

### 学分认证
分為三门认证：经济学，公司金融学，和应用统计学。

### 初级考试
初级考试有5个部分，包含大量与精算相关的核心数学知识，如概率论、统计学、利息理论、寿险精算以及风险模型。考试科目1、2和4，近期更名为P、FM和C，对北美寿险精算学会和北美产险精算学会都是通用课程。
| Subject Matter                                  | SOA Exam | CAS Exam    | Table Key                |
| ----------------------------------------------- | -------- | ----------- | ------------------------ |
| Probability                                     | P        | Exam 1      | Exam Interchangeable     |
| Financial Mathematics                           | FM       | Exam 2      | Exam Interchangeable     |
| Models for Financial Economics                  | IFM      | Exam 3F     | Exam Interchangeable     |
| Modern Actuarial Statistics I–EXAM (MAS-I)      | -        | Exam MAS-I  | Only administered by CAS |
| Modern Actuarial Statistics II–EXAM (MAS-II)    | -        | Exam MAS-II | Only administered by CAS |
| Construction and Evaluation of Actuarial Models | C        | Exam 4      | Exam Interchangeable     |

两家协会在基础科目上的联合主办方式允许学生在选择明确的职业道路之前可以从事部分基础工作。由于考试大纲有定期调整的趋势，使得对比不同的5年内考试内容存在一定的难度。

### 高级考试
| CAS Exam | Subject Matter |
| -------- | --- |
| Exam 5   | Basic Techniques for Ratemaking and Estimating Claim Liabilities 费率厘定与赔款责任评估的基础知识                                      |
| Exam 6   | Nation-Specific Examination: Regulation and Financial Reporting 国家特定考试：监管和财务报表                                           |
| Exam 7   | Estimation of Policy Liabilities, Insurance Company Valuation, and Enterprise Risk Management 保单负债评估，保险公司估值，全面风险管理 |
| Exam 8   | Advanced Ratemaking 高阶费率厘定 |
| Exam 9   | Financial Risk and Rate of Return 财务风险与收益率                                                                                     |

## 出版和研究
学会会员发表大量与财产保险精算相关的研究论文。学会拥有最古老以及最有声望的研究出版物是以年度为单位进行发行的北美产险学会论文集，该论文集于1914年开始发行，一直延续至2005年。2006年开始论文集不再包含研究论文，而是与学会年刊相结合，主要包含行政管理类材料。当前同行评审的研究发表在Variance杂志上，该杂志主要关注非寿险精算相关的实践与理论研究以及风险学相关领域内容。目前该杂志的主编是毕业于伊利诺伊大学University of Illinois的Richard W. Gorvett。非同行评审的研究发表在学会的网上论坛。

## 聚会和管理架构
学会每年会举办两次大会，为业界提供一个机会呈献研究论文和讨论精算议题。年内会同时举办许多不同的专业会议，例如费率厘定(ratemaking)，预测建模(predictive modeling)，损失准备金厘定(loss reserving)，再保险(reinsurance)等等。亦会有一系列的限制出席者人数上限的研讨会。而每个地区的分会也有自己的例行聚会。以北美产险精算学会亚洲分会（ARECA）为例，每年会有至少两次，分别在中国以及东南亚举行的聚会。
北美产险精算学会的大部分会员，同时也是北美精算学会的会员，该学会是为各专业方向精算师提供服务的综合团体。北美产险精算学会有一小部分会员是加拿大精算学会的会员，该学会是针对加拿大境内精算专业人员的全国性组织。
学会的管理机构是由15名会员组成的董事会，董事会的成员是由拥有选举权的会员选出。学会的管理是由会员选举出的主席执行，同时，董事会选出的7位副主席主要负责管理、会员资格认证、国际活动、市场营销与交流、职业教育、研究与发展、风险整合与全面风险管理等。选举产生的管理人员负责监督众多由学会会员与其他人员组成的任务小组和委员会。其中最大的一个委员会是考试委员会，由超过300名的学会会员组成，主要工作是为学会精算考试出题和评分。

## 其他精算组织
- 中国精算师协会
- 美国精算学会
- 北美精算学会
- List of learned societies 学会名单

## 外在连接
- Casualty Actuarial Society 北美产险精算学会（页面存档备份，存于）
- CAS 亚洲地区分会 ARECA（页面存档备份，存于）
- CAS Student Central 学生资源中心（页面存档备份，存于）
- The CAS Institute（页面存档备份，存于）
- 中国精算师协会 China Association of Actuaries（页面存档备份，存于）
- Be An Actuary website（页面存档备份，存于）
- Actuary.NET News
- Actuarial News（页面存档备份，存于）
- Actuarial Outpost（页面存档备份，存于）